# Altfränkische Sprache

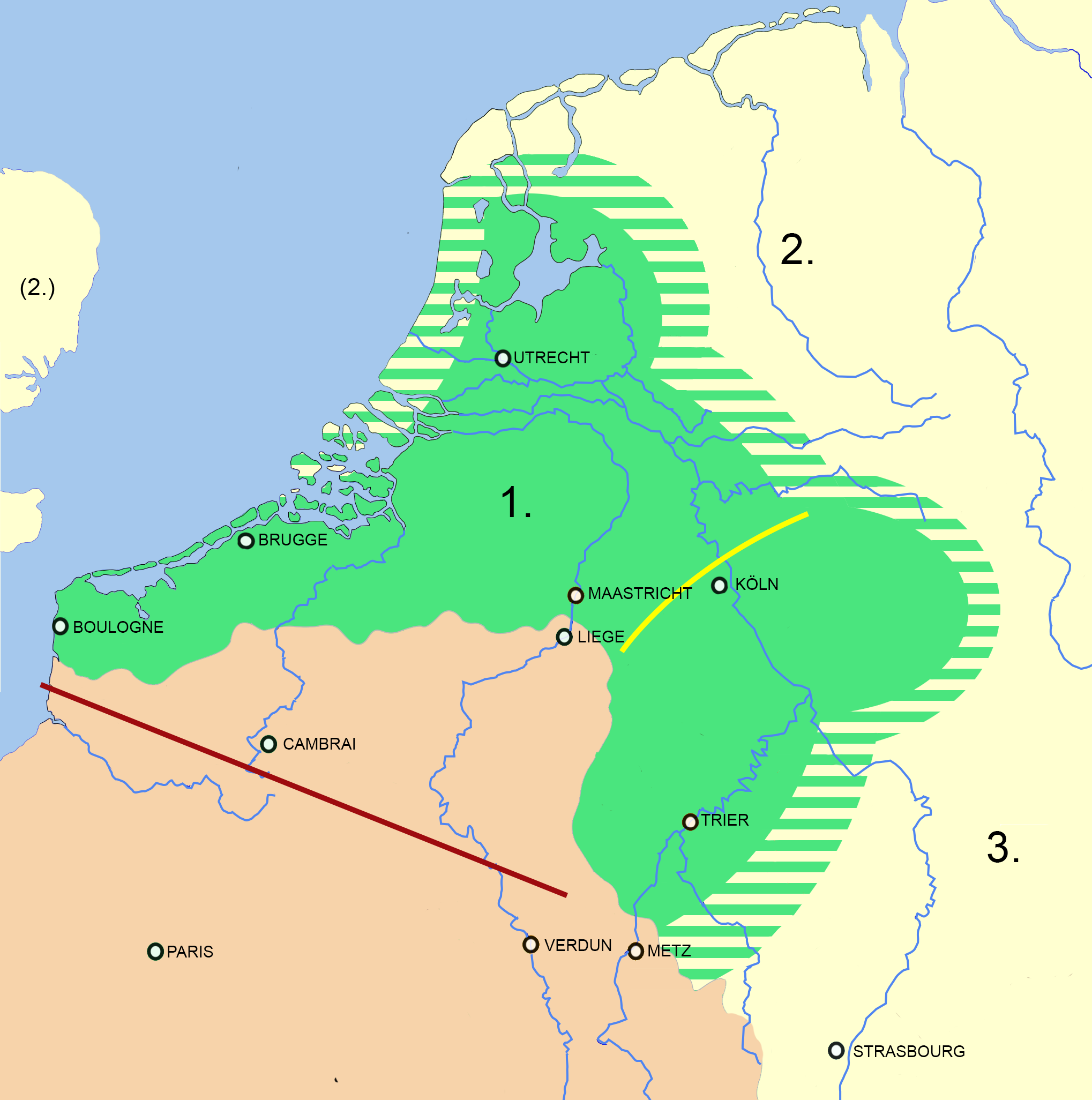
Näherung des altfränkischen Sprachraums der Spätantike, ohne kleinere Sprachinseln in Gallia Belgica.
Legende:
Altfränkische Varietäten (1.)
Nordsee- (2.) und elbgermanische (3.) Varietäten
Romanische Varietäten
Somme-Aisne-Linie, nördlich davon dominieren germanische Ortsnamen.
Grenze der späteren, aus den elbgermanischen Gebieten verbreiteten, althochdeutschen Lautverschiebung im 7. Jh.

Mit Altfränkisch oder Fränkisch wird in der historischen Sprachwissenschaft die Sprache der germanischen Franken, eines Großverbands mehrerer Stämme, die sich im späten 3. Jahrhundert jenseits des niedergermanischen Limes ansiedelten, bezeichnet.

## Definition und Abgrenzung
Im Grunde könnte die altfränkische Sprache definiert werden als die jenseits der nordwestlichen Grenze des römischen Reiches gesprochenen spätgermanischen Varietäten rhein-weser-germanischer Herkunft. Im Vergleich mit den nordseegermanischen und elbgermanischen Sprachen nahmen die altfränkischen Varietäten eine Mittelstellung ein, da für diese Dialekte nur sehr wenig Ingwäonismen und keine Merkmale der hochdeutschen Lautverschiebung angenommen werden. Das zeitliche Spektrum des Altfränkischen umfasst im weitesten Sinne die Periode zwischen der Abspaltung der rheinwesergermanischen Dialekte vom Westgermanischen im 4. Jahrhundert bis zum Auftreten der hochdeutschen Lautverschiebung im 6. bis 7. Jahrhundert. Die Datierung des Endes der altfränkischen Sprachepoche anhand der zweiten Lautverschiebung, obwohl allgemein anerkannt, ist für die nicht-verschobenen Nachfahren des Altfränkischen sprachlich betrachtet von geringerer Bedeutung, weil das Kriterium der Lautverschiebung es nicht ermöglicht, einen deutlichen Unterschied zwischen dem Altfränkischen und den frühsten Phasen der altniederländischen (bzw. altniederfränkischen) Sprache zu machen. Für das Altfränkische und die späteren althochdeutschen Varietäten des Mittelrheins gibt es dieses Abgrenzungsproblem wegen der Teilnahme an der zweiten Lautverschiebung nicht.
In manchen Publikationen wird Ostfränkisch als Synonym der verschobenen Fortsetzungen des ehemaligen Altfränkischen benutzt. Die Bedeutung von Westfränkisch ist vielseitiger, denn dieser Begriff wird sowohl als Synonym des häufiger benutzten Altniederländischen (bzw. Altniederfränkischen) verwendet als auch besonders in deutschsprachigen Publikationen der germanischen Altertumskunde für die (ausgestorbenen) Sprachvarietäten im späteren romanisierten Gebiet. Bestimmender Faktor dieser Definition ist aber Assimilation, nicht die sprachgenetische Beziehung dieser Sprachformen, denn die sprachlichen Unterschiede zwischen Westfränkisch in diesem Sinne und dem Altniederländischen sind entweder sehr klein oder zu vernachlässigen.

## Überlieferung

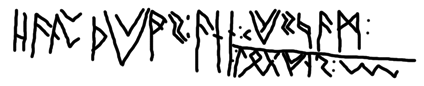
Die Runeninschrift von Bergakker.

Die altfränkische Sprache ist nicht direkt überliefert und wurde anhand des Alt- und Mittelniederländischen und bestimmter germanischer Lehnwörter im Altfranzösischen teilweise rekonstruiert. Römische Autoren erwähnen in ihren Werken zwar einzelne germanische Wörter aus dem Bereich der Franken, wie vadam („Watt“, 2. Jh.) und tui („Zwei“, 3. Jh.), aber diese sind wegen der Latinisierung und fehlendem Kontext problematisch. Die zur Mitte des 5. Jahrhunderts datierte Runeninschrift von Bergakker und eine in der Nähe von Maastricht gefundene Gürtelschnalle aus dem 6. Jahrhundert bilden die einzigen erhaltenen spätgermanischen Textquellen aus dem ehemaligen Siedlungsgebiet der Franken. Während die Maastrichter Gürtelschnalle nur die Inschrift Bobo (ein Personenname) enthält, wurden bei der Runeninschrift von Bergakker mehrere Wörter eingeschrieben. Die Interpretation der Runeninschrift ist aber nicht eindeutig und auch die altfränkische Klassifizierung ist nicht unumstritten, wenn auch wahrscheinlich. Die malbergischen Glossen, eine Reihe germanischer Wörter, die im „Pactus legis Salicae“ und in der „Lex Salica“ gefunden wurden, werden als Altniederländisch kategorisiert, liegen jedoch in Bezug auf ihr Datum sehr nahe am späten Altfränkischen.

### Sprachrekonstruktion
| Französisch              | Altfranzösisch | Altfränkisch | Altniederländisch | Mittelniederländisch | Niederländisch       |
| ------------------------ | -------------- | ------------ | ----------------- | -------------------- | -------------------- |
| bois „Wald“              | bosc           | *busk        | busk              | busch, bosch         | bos „Wald“           |
| chouette „Schleiereule“  | çuete          | *kawa        | *kāwa             | cauwe, ca            | kauw „Dohle“         |
| framboise „Himbeere“     | frambeise      | *brambasi    | brambesi          | bramebesie           | braambes „Brombeere“ |
| déchirer „reißen“        | escirer        | *skîran      | skeran            | sceren               | scheren „reißen“     |
| trêve „Waffenstillstand“ | triwe          | *treuwa      | triuwa            | trouwe               | trouw „Treue“        |

### Lautsystem
Das Altfränkische könnte als ein konservativer Erblasser des Südgermanischen betrachtet werden. Neben den fehlenden Innovationen der zweiten Lautverschiebung unterscheidet es sich vom anglo-friesischen Lautsystem durch das Fehlen der geminierten Palatale *cc, *jj und *ɟɟ und der gespannten Vokale *æ, *ɔ, der Diphthonge *iu, *ej und *ai sowie den Erhalt der nasalen Konsonanten vor f, þ, s.

## Sprachgebiet
Das Hauptgebiet der frühen Franken umfasste die südlichen Niederlande, Nordbelgien, die Departements Pas-de-Calais und Nord, den Niederrhein und Teile des Mittelrheins und des Moselgebiets. Die Grenzen des fränkischen Sprachgebiets können im Norden und Osten nur skizziert werden, da die unterschiedlichen westgermanischen Varietäten damals fließend ineinander übergingen, und auch die altfränkischen Varietäten untereinander formten keine Einheitssprache im modernen Sinne.
Der Bereich der altfränkischen Sprache kann nicht mit den politischen Grenzen des Fränkischen Reichs gleichgesetzt werden. Schon seit den Eroberungen Chlodwigs im frühen 6. Jh. formten die Fränkischsprachigen eine Minderheit innerhalb des von den fränkischen Oberschichten dominierten Frankenreichs, zunächst in Bezug auf die zahlreichere galloromanische Bevölkerung, später, nach der Unterwerfung der alemannischen, thüringischen, bajuwarischen und sächsischen Stammesgebiete, auch in Bezug auf die germanischsprachige Bevölkerung. Diese prekäre Lage wurde besonders klar im Verlauf des Frühmittelalters, als am Mittelrhein deutliche und wachsende Einflüsse der althochdeutschen Lautverschiebung aus dem alemannisch-bairischen Raum die dort beheimateten fränkischen Varietäten erreichten und in Nordfrankreich und Teilen Belgiens viele ursprünglich Germanischsprachige die altfranzösische Sprache übernahmen.

### Weiterentwicklung

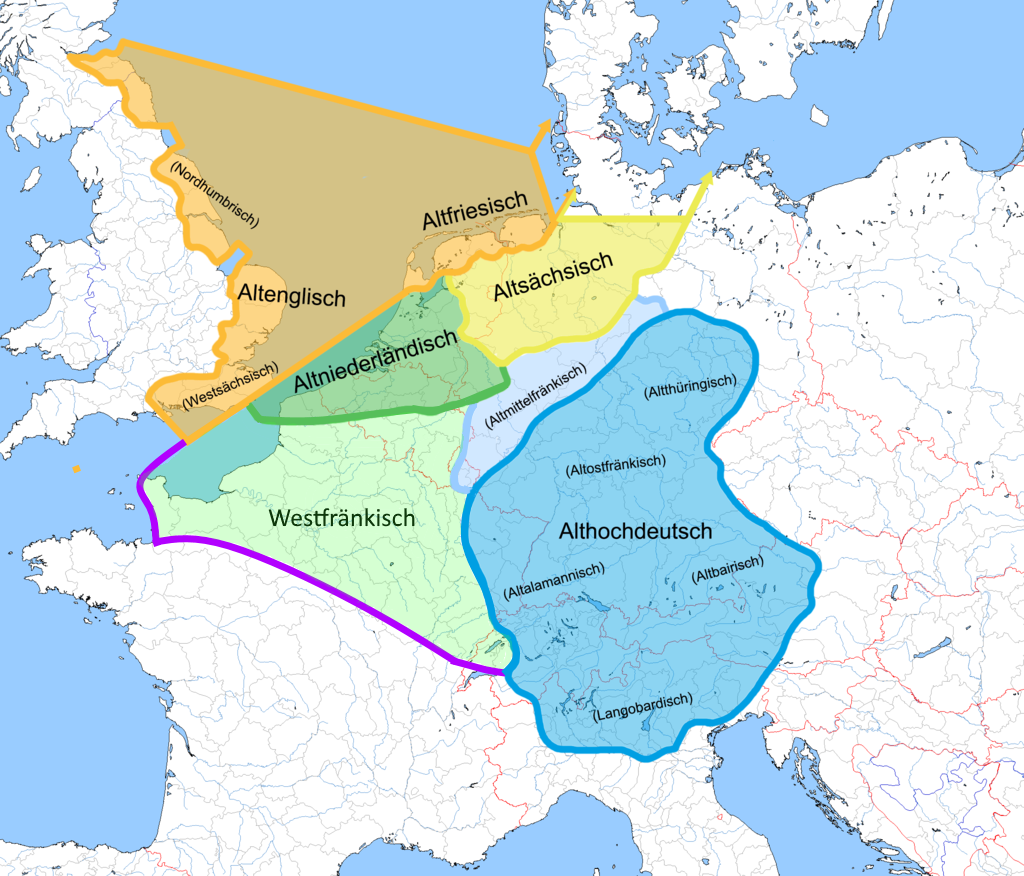
Westgermanisches Sprachgebiet um 580

In den Niederlanden und Flandern entwickelte sich das Altfränkische im 6. Jh. zum Altniederländischen (500–1200). Ein wichtiger Wendepunkt in der Entwicklung des Niederländischen ist die Assimilation eines nordseegermanischen Küstendialektes im 8. bis 9. Jh., wodurch das Spätaltniederländische, zusätzlich zu seiner altfränkischen Basis, auch einige Ingwäonismen kennt. Ein Beispiel dieser Entwicklung gibt es bei der Zahl fünf. In der frühaltniederländischen Sprache wurde diese noch als vinf geschrieben, aber im späteren Altniederländischen aufgrund des Nasal-Spiranten-Gesetzes erscheint sie als vijf. Über das Altniederländische und Mittelniederländische entwickelte sich aus den altfränkischen Varietäten der heutigen Gebiete Belgiens, der Niederlande und Nordwestfrankreichs die heutige niederländische Sprache.
Obwohl die Kontinuität zwischen dem Altfränkischen und dem Altniederländischen allgemein akzeptiert wird, ist diese für die germanische Dialekte im ehemaligen Ostfrankenreich wegen der hochdeutschen Lautverschiebung und Assimilierung süddeutscher Merkmale weniger eindeutig. Am Mittelrhein hat die hochdeutsche Lautverschiebung sich im Laufe des 7. Jahrhunderts in unterschiedlicher Stärke ausgedehnt und die Weiterentwicklung der ehemaligen altfränkischen Varietäten dieses Gebiets stark geprägt. Die frühesten Anzeichen der zweiten Lautverschiebung im bairisch-alemannischen Raum werden auf das 4. bis 5. Jh. datiert, aber der komplette Prozess wurde erst im 8. bis 9. Jh. abgeschlossen. Die Intensität der Verschiebung ist wechselhaft und nimmt aus alemannisch-bairischer Sicht nach Norden hin ab. Aus der Interaktion zwischen Rhein-Weser-germanischen und elbgermanischen Varietäten entstanden die späteren westmitteldeutschen Mundarten. Für das Ostfränkische gibt es keine Hinweise, dass die Dialekte sich direkt aus dem Altfränkischen entwickelten. Nach dem heutigen Kenntnisstand handelt es sich hierbei um elbgermanische Varietäten (wie auch Bairisch und Alemannisch) mit einem geringeren fränkischen Einfluss.
Im Westfrankenreich galt die romanisierte fränkische Elite nördlich der Loire und südlich der Somme bis spätestens 900 als überwiegend zweisprachig. Nach diesem Zeitpunkt galten die aus dem Altfränkischen entstandenen Varietäten als von der dort mehrheitlich romanischsprachigen Bevölkerung an das Galloromanische bzw. Altfranzösische assimiliert. Dennoch hatte der germanische Hintergrund dieser Elite einen großen Einfluss auf die Entwicklung der heutigen französischen Sprache.
| Ursprünglich        | Verschoben                              | Niederfränkisch | Mittelfränkisch | Rheinfränkisch | Südrheinfränkisch | Ostfränkisch | Bairisch | Alemannisch |
| ------------------- | --------------------------------------- | --------------- | --------------- | -------------- | ----------------- | ------------ | -------- | ----------- |
| [t]- ndl. tijd      | [t͡s]- dt. Zeit                          | nein            | ja              | ja             | ja                | ja           | ja       | ja          |
| -[t](-) ndl. zetten | -[t͡s](-) dt. setzen                     | nein            | ja              | ja             | ja                | ja           | ja       | ja          |
| +[t] ndl. hart      | +[t͡s] dt. Herz                          | nein            | ja              | ja             | ja                | ja           | ja       | ja          |
| -[t]- ndl. heten    | -[⁠s]- dt. heißen                        | nein            | ja              | ja             | ja                | ja           | ja       | ja          |
| -[t] ndl. voet      | -[⁠s⁠] dt. Fuß                            | nein            | teils           | ja             | ja                | ja           | ja       | ja          |
| [p]- ndl. pad       | [⁠pf⁠]- dt. Pfad                          | nein            | nein            | nein           | nein              | ja           | ja       | ja          |
| -[p]- ndl. dapper   | -[pf⁠]- dt. tapfer                       | nein            | nein            | nein           | ja                | ja           | ja       | ja          |
| [mp] ndl. romp      | [⁠mf] Rumpf                              | nein            | nein            | nein           | ja                | ja           | ja       | ja          |
| [lp] ndl. hulp      | [⁠lf] dt. Hilfe                          | nein            | nein            | teils          | ja                | ja           | ja       | ja          |
| [rp] ndl. harp      | [⁠rf] dt. Harfe                          | nein            | nein            | teils          | ja                | ja           | ja       | ja          |
| -[p]- ndl. slapen   | -[⁠f⁠]- dt. schlafen                      | nein            | ja              | ja             | ja                | ja           | ja       | ja          |
| [k]- ndl. kind      | [⁠kx⁠]-/[x]- alemann. Chind baier. Kchind | nein            | nein            | nein           | nein              | nein         | ja       | ja          |
| [k] ndl. bakken     | [⁠kx⁠]/[x] baier. bacha                   | nein            | nein            | nein           | nein              | nein         | ja       | ja          |
| +[k] ndl. zwak      | +[⁠kx⁠]/+[x] dt. schwach                  | nein            | ja              | ja             | ja                | ja           | ja       | ja          |
| -[k](-) ndl. maken  | -[x](-) dt. machen                      | nein            | ja              | ja             | ja                | ja           | ja       | ja          |